# 東京港
東京港（日语：／ Tōkyō Kō）是位於日本東京都的港口，瀕臨東京灣，為國土交通省指定的國際戰略港灣和日本三個超級中樞港灣之一的組成部分，通常與橫濱港合稱為「京濱港」。東京港採用了高科技港口設備，港口包括棧橋在內的碼頭線總長23,783米，各種船舶的泊位總數181個，其中貨櫃船泊位有14個。 
截至2012年，東京港是日本最大的貨櫃處理港口、貿易額則僅次名古屋港名列全國第二，同時也是日本三大旅客港之一。2022年的外貿貨櫃個數有443萬TEU，位居日本第一，世界第46位。

## 歷史

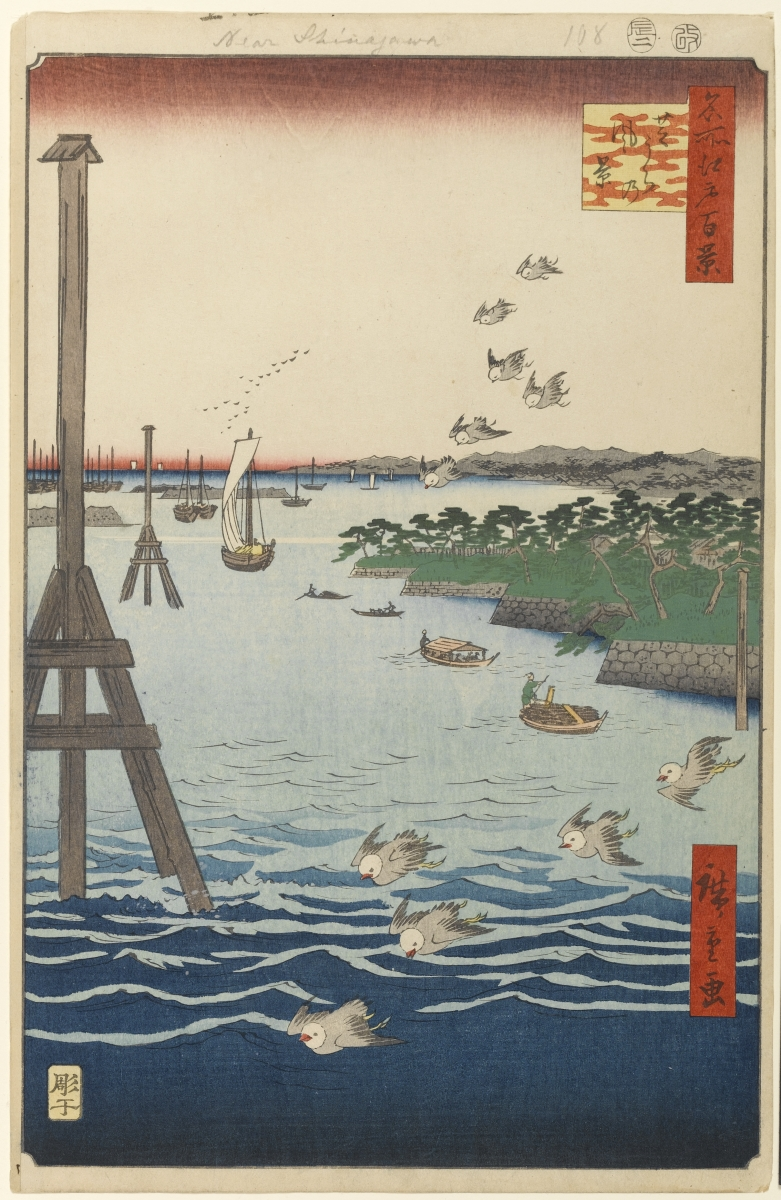
名所江戶百景中描繪的芝浦

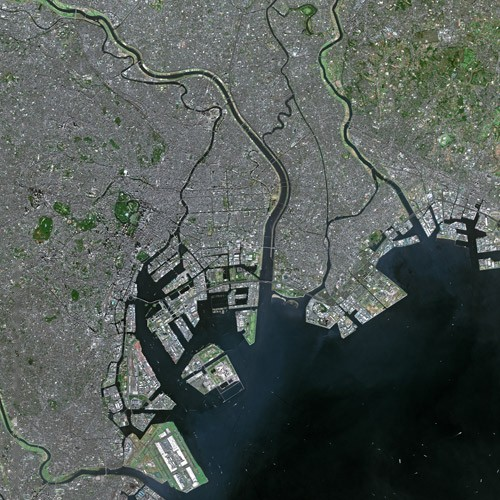
東京港的衛星照片

### 早期雛形
東京港的歷史最早可以追溯到飛鳥時代，當時淺草一帶沿岸的漁夫在隅田川的河口（現台東區橋場町）築起了基本的港口設施，是為「石濱湊」。同一時期，目黑川河口也建起了「品川湊」，而這個碼頭由於位處海上交通要地，在中世紀成為了繁榮的商業地區，區內尤其以伊勢商人特別活躍。1456年，扇谷上杉氏的家臣太田道灌開始修築江戶城，同時在位於江戶前島的平川河口（即現今千代田區常盤橋一帶）建築小型港口，名為「江戶湊」。江戶湊落成後，許多庶民在碼頭附近買賣大米、鮮魚和藥物等日常用品，促進了該地區的貿易。1612年，德川幕府改建江戶湊，並在該地建造大型碼頭。寛永年間，幕府在當時還是海面的越中島地區填海，又在現今江東區東陽對出海域堆填火災後產生的瓦礫，開發石濱湊附近的新生土地，東京港開始成型。1880年，東京都知事松田道之首次提出在江戶湊之地建設一個規模等同於神奈川港的新「東京港」，明治政府隨後在1906年開始進行港口改良工程。在此之間，日本政府為了確保海港的水深足夠讓大型船隻停泊，在1892年開始進行東京灣澪浚工程，剩餘的泥土堆積起來形成了東京灣內的月島、佃島和芝浦等地區。1900年4月，東京實行統一垃圾收集措施，垃圾在堆填後成為了鹽濱和枝川兩個新人工島。

### 地位上升
1923年，日本發生了震動全國的關東大震災，地震令陸上交通一度癱瘓，尚在初步發展中的東京港頓時成為了當時的交通運輸樞紐，同時也再次負責堆填瓦礫，在現今豐洲一帶再次堆積出新土地。1925年，第一個碼頭「日之出」落成，隨後至1934年間，芝浦和竹芝埠頭也先後落成，並在1941年5月20日以這三個碼頭正式開港。第二次世界大戰以後，豐洲和品川埠頭建成、晴海埠頭完成擴張，東京港的物流能力隨之提升，同時辰巳、東雲、有明和台場等地區也從不斷堆積起來的廢料演變成人工島。1967年，品川重物埠頭完成，日本NCT（日本コンテナ・ターミナル株式会社）成為東京港以至日本的首間貨櫃碼頭營運商，而首艘滿載貨櫃的本國和外國貨船——「箱根丸」和「Hawaiian Planter」亦分別在同年入港，同年開設與北美西岸連接的定期貨櫃航路。1971年，東京港內的大井埠頭開設了連接歐洲的定期航路。

### 近代發展
踏入21世紀，亞洲各國開始積極發展船運事業，上海、釜山等地的港口貿易量急速上升，日本各個港口的世界排名亦因而隨之下降，東京港從1997年的全球第14名下跌至2007年的第25名，橫濱港也從第13名下滑至第31名。為應對競爭力下降的問題，東京港、橫濱港和川崎港合稱的「京濱港」與「阪神港」在2010年8月一同被國土交通省選為日本的國際戰略港灣，以加強日本海運業在國際市場上的競爭力。2012年，東京灣的貨櫃處理數量達到紀錄最高的424萬TEU，大幅超越橫濱港（308 TEU）、名古屋港（262 TEU）、大阪港（249 TEU）和神戶港（247 TEU），連續14年成為日本最大貨櫃處理港口。

## 港口數據

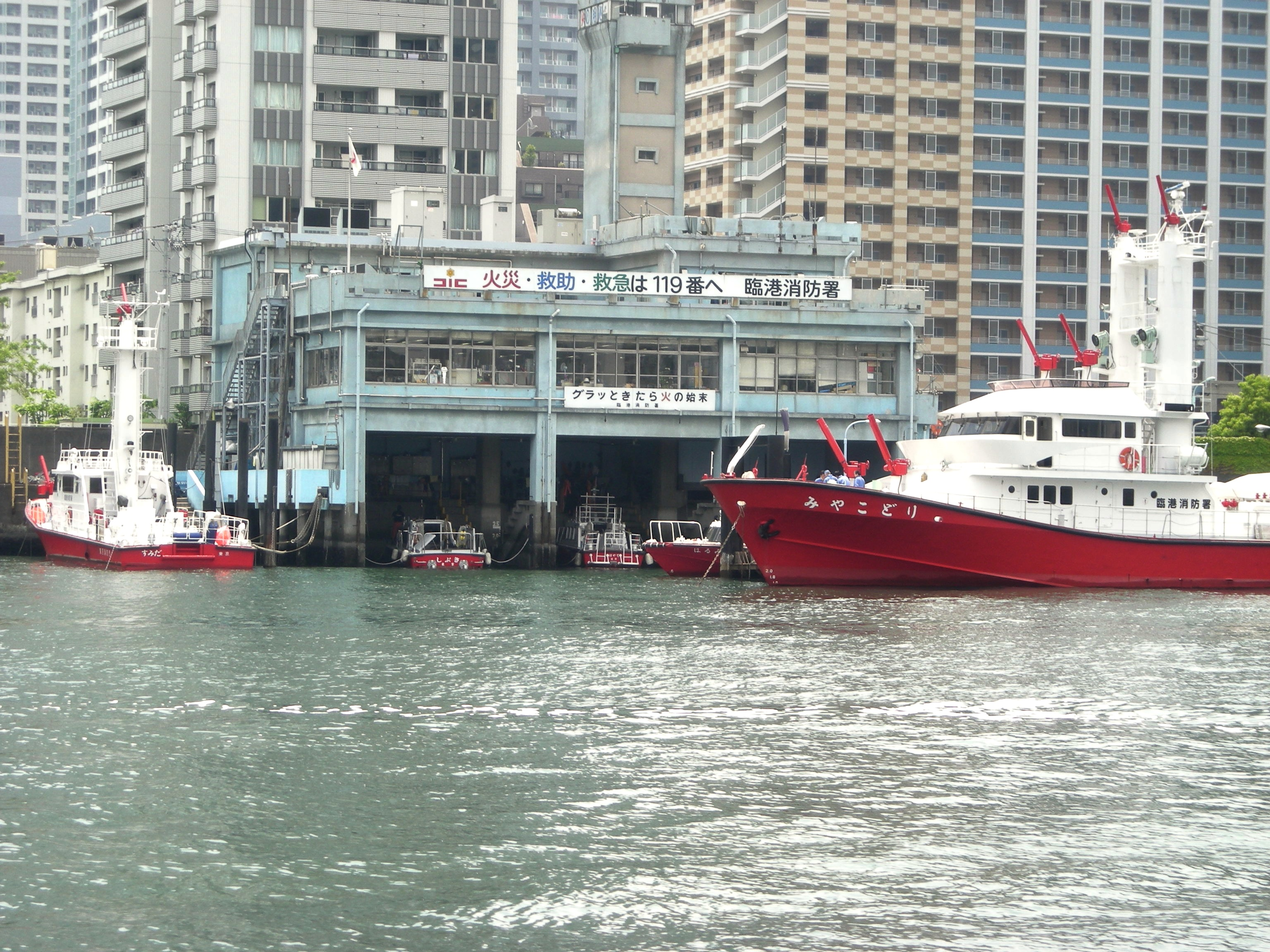
東京消防廳東京消防廳第一消防方面本部

| 年份   | 貨物處理量（噸） | 貨物處理量（噸） | 貨物處理量（噸） | 貨櫃處理量           | 貨櫃處理量  | 貿易額（百萬日圓） | 貿易額（百萬日圓） | 貿易額（百萬日圓） | 入港船舶數量（隻） | 入港船舶數量（隻） | 入港船舶數量（隻） |
| 年份   | 總計             | 國際             | 國內             | 國際 （噸） （TEU）  | 國內 （噸） | 總計               | 出口               | 進口               | 總計               | 國際航線           | 國內航線           |
| ------ | ---------------- | ---------------- | ---------------- | -------------------- | ----------- | ------------------ | ------------------ | ------------------ | ------------------ | ------------------ | ------------------ |
| 2012年 | 82,786,421       | 47,399,227       | 35,387,194       | 45,302,400 4,235,264 | 2,841,957   | 13,146,248         | 4,687,725          | 8,458,523          | 25,743             | 5,956              | 19,787             |
| 2013年 | 86,032,354       | 48,494,300       | 37,538,054       | 46,618,650 4,353,394 | 2,842,477   | 15,503,882         | 5,474,010          | 10,029,872         | 26,095             | 5,731              | 20,364             |

## 主要碼頭

### 大井碼頭

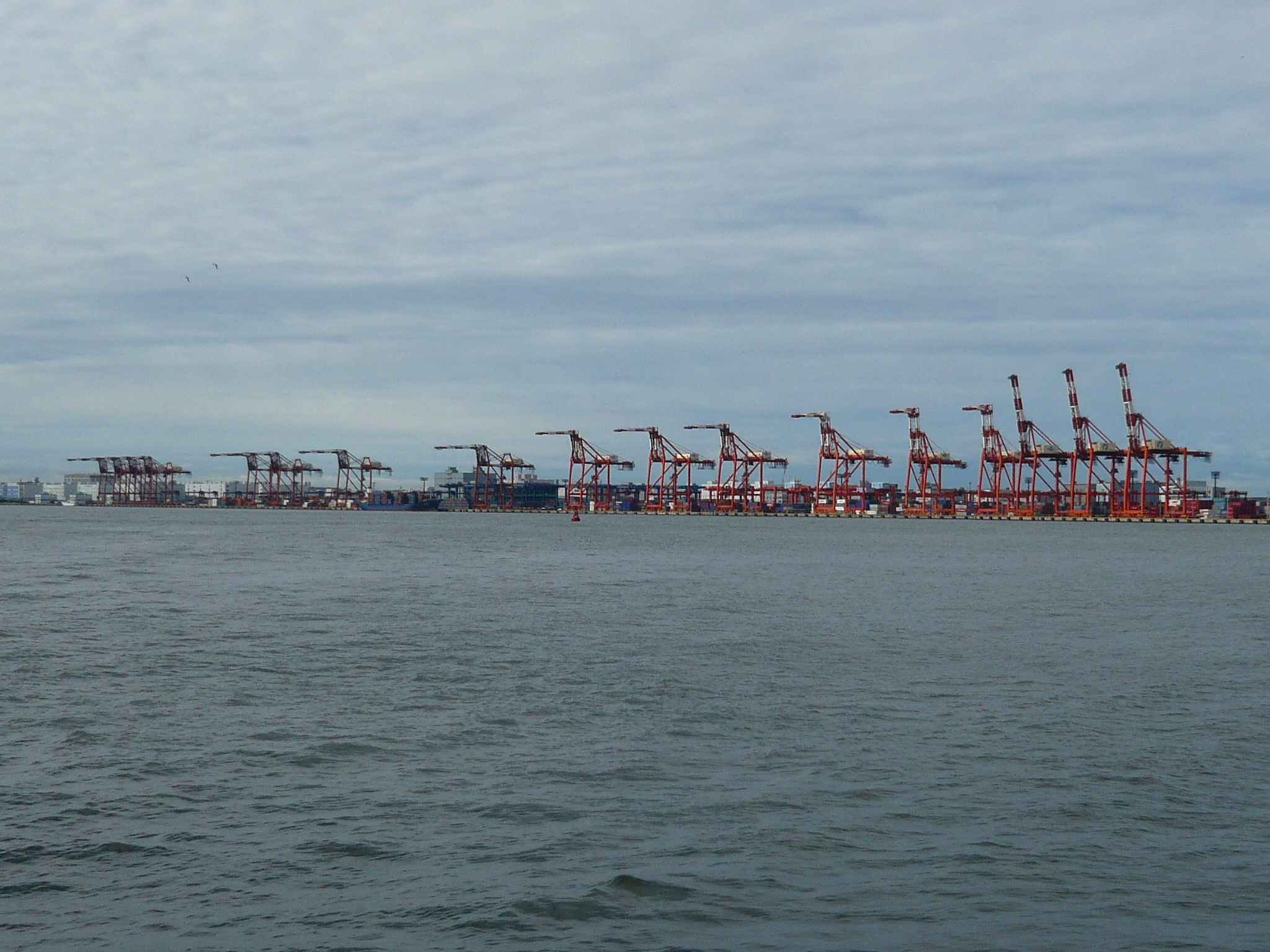
大井貨櫃碼頭
岸壁總長度2,354公尺，水深15公尺，堆場面積945,750平方公尺，7泊位（01～07）共配置了20座橋式起重機，以北美、歐洲的長距離基幹航路的大型貨櫃船為主，是東京港及日本的代表性貨櫃碼頭。1969年由京濱外貿埠頭公團動工，1975年完成8座水深達13公尺的泊位。之後接手公團設施、業務的東京港埠頭公社於1996年至2004年將之改建為7座水深15公尺的泊位。7座泊位全由東京港埠頭株式會社（舊東京港埠頭公社於2008年4月改組而成）管理。現在租借者北起為川崎汽船（O1-O2）、商船三井（O3-O4）、萬海航運（O5）、日本郵船（O6-O7）。其中川汽、商船三井、郵船的專用碼頭每年貨櫃量皆達60萬TEU，是3社在國內的最大物流據點。全域使用門型吊運機裝卸貨櫃。碼頭營運商分別為O1-O2的Daito corporation（ダイトーコーポレーション）、東京國際港運，O3-O4的國際貨櫃碼頭（国際コンテナターミナル）、宇德，O5的東海運，O6-O7的日本貨櫃碼頭（日本コンテナ・ターミナル）、UNI-X（ユニエツクス）。
大井水產品碼頭
長度450公尺，水深12公尺，共2泊位。負責輸入水產品。
大井食品碼頭
長度610公尺，水深11～12公尺，共3泊位。負責蔬果等輸入食品。

### 城南島
大井建材碼頭
長度280公尺，水深5公尺，共4泊位。負責內銷的砂石、石材等。
城南島小型油槽船停泊設施
長度387公尺，水深4公尺，共1泊位。1989年整備。
城南島建築廢土碼頭
長度160公尺，水深7.5公尺，共1泊位。都內民間建築廢土裝運。

### 品川碼頭

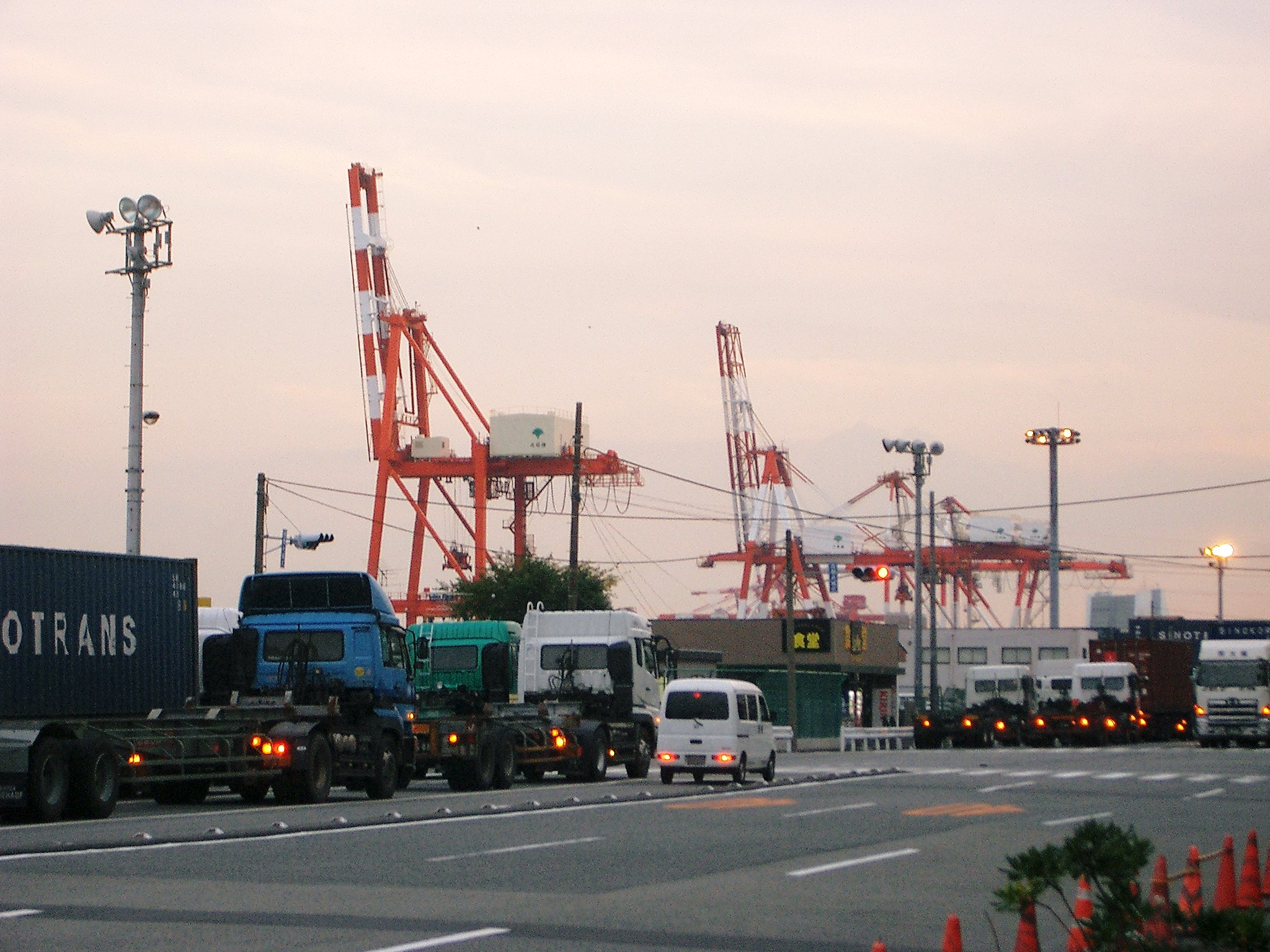
品川碼頭

品川貨櫃碼頭
岸壁總長度555公尺，碼頭水深10公尺，堆場面積79,939平方公尺，37泊位配置了4座橋式起重機。1967年9月，與神戶港摩耶碼頭並列為日本最早停泊全貨櫃船的貨櫃碼頭。現在是日韓、日中、東南亞等亞洲近海航路專用碼頭。貨櫃裝卸方式為流動機械拖車併用方式。碼頭營運商有第一港運、住友倉庫、東海運、日本通運、山九。
品川外貿碼頭
長度570公尺，水深10公尺，共1泊位。外貿雜貨碼頭。
品川内貿碼頭
長度475公尺，水深8公尺，共1泊位。北海道定期航路專用碼頭。

### 芝浦碼頭
長度87公尺，水深2.7公尺～7.5公尺，分為內貿雜貨的B～G泊位與東海汽船的S2、S3泊位。因歷經70年設施老化，計畫進行再開發。

### 日出碼頭（日之出碼頭）
長度564公尺，水深6.7公尺，共6泊位。一直是非鐵金屬、化學藥品等內貿據點，日出棧橋（日之出棧橋）可搭乘往台場、有明的水上巴士與東京灣航線等。用地內有長椅與望遠鏡，是觀賞東京港夜景的知名景點。日出棧橋也是東京都港灣局的震災時水上輸送基地。
- 東京都觀光汽船（日语：東京都観光汽船）
- Sealine東京（日语：シーライン東京）

### 竹芝碼頭

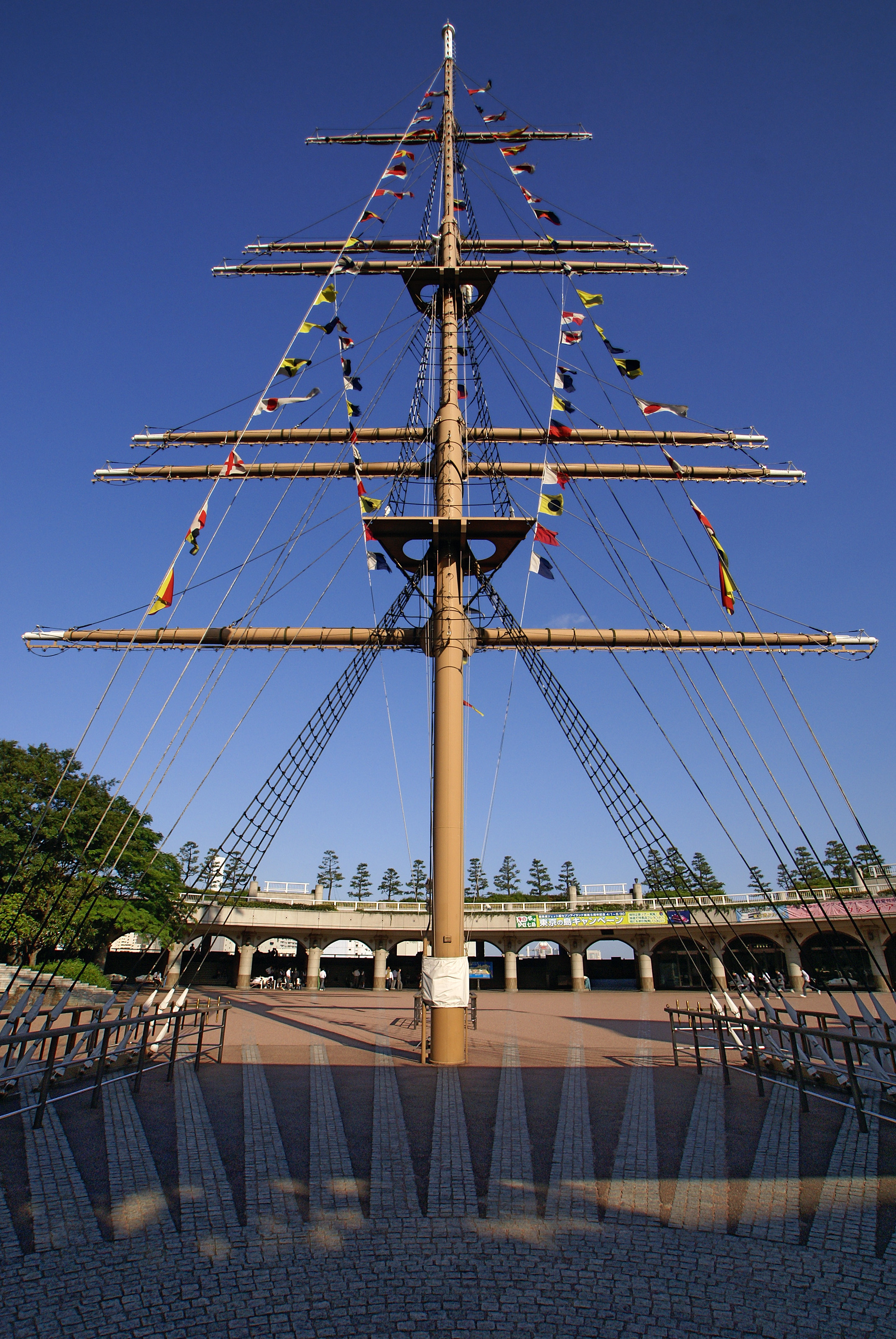
竹芝碼頭公園與竹芝客船航運中心（後）

長度465公尺，水深7.5公尺，共3泊位。是往伊豆群島、小笠原群島的玄關口，由第三部門竹芝地域開發株式會社進行整備、再開發。
竹芝客船航運中心
一般稱為竹芝棧橋。
- 東海汽船（日语：東海汽船）
  - - 久里濱港 - 伊豆大島 - 利島 - 新島 - 式根島 - 神津島（噴射船「超高速噴射船SEVEN ISLAND」）
  - - 橫濱港 - 伊豆大島 - 利島 - 新島 - 式根島 - 神津島 （貨客船「大型客船Salvia丸（日语：さるびあ丸）、橘丸（日语：橘丸）」）
  - - 三宅島 - 御藏島 - 八丈島 （貨客船「大型客船Salvia丸、橘丸」）
  - 東京灣納涼船（僅夏季）
- 小笠原海運（日语：小笠原海運）
  - - 小笠原、父島 （小笠原丸（日语：おがさわら丸））
- 東京VINGT ET UN CRUISE（日语：東京ヴァンテアンクルーズ）

### 月島碼頭
長度1,351公尺，水深3公尺～7.5公尺，有F0～F2、F4～F6等泊位，船席數2席。負責水產品、陶瓷製品、鋼鐵等貨物。
- 共勝丸（日语：共勝丸）
  - 東京港月島碼頭 - 東京港10號地碼頭 - 小笠原父島 - 小笠原母島

※不定期有設置客艙的貨船（10號地碼頭不處理旅客業務）

### 辰巳碼頭
地點：東京都江東區辰巳三丁目30
長度1,040公尺，水深5公尺，共13泊位。2002年啟用。負責內貿雜貨、鋼鐵。

### 晴海碼頭

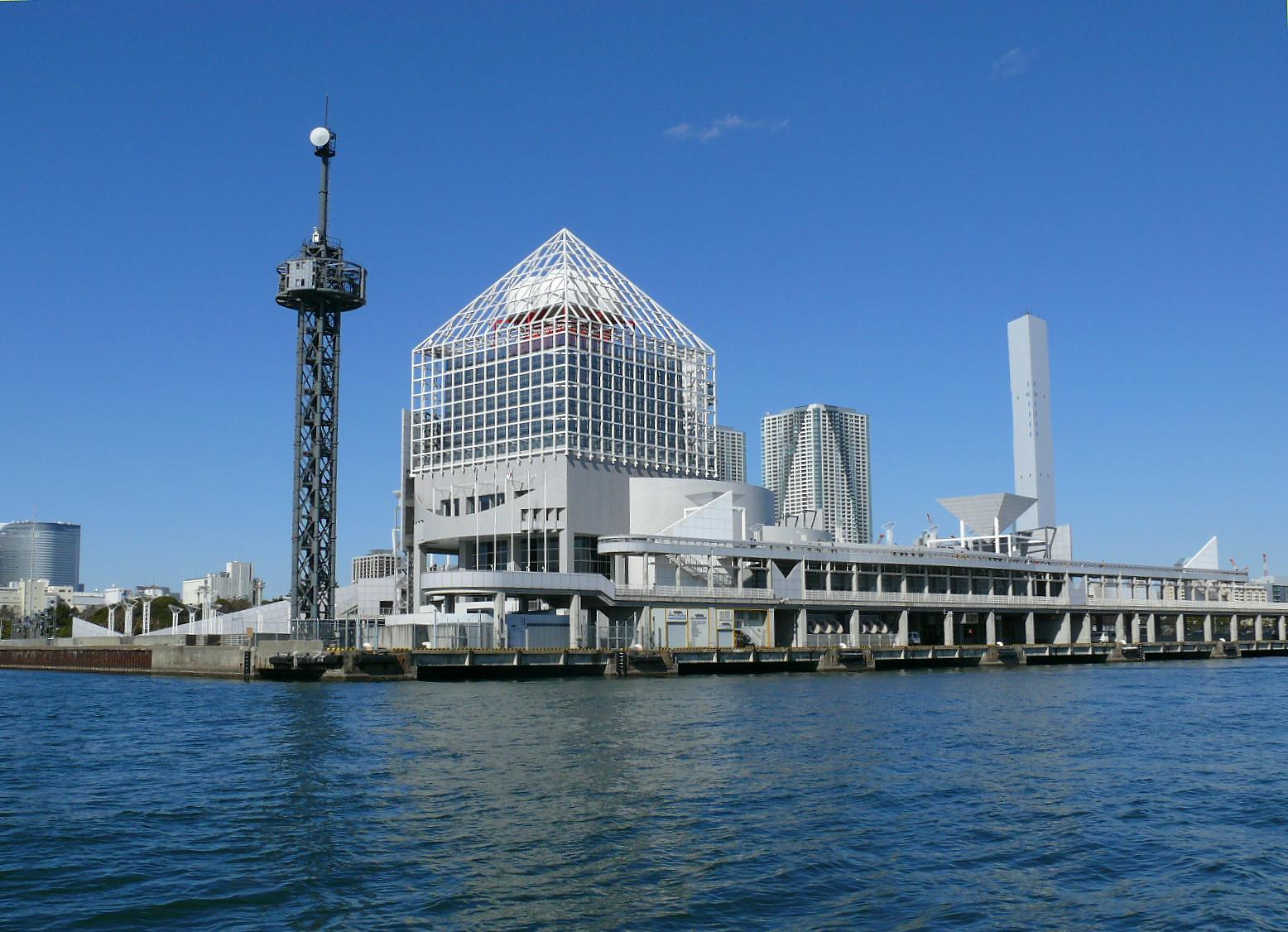
晴海客船航運中心望向東京灣。

長度1,189公尺，水深9～10公尺，共7泊位，為客船航運中心。
晴海客船航運中心
1991年5月啟用，為國內外客船入港停泊碼頭，也是南極觀測船靠港處。航運中心內的多功能廳常作為企業研修與學會場地，還曾舉行角色扮演與同人誌即賣會等活動。此外，此地有全年無休的停車場與都營巴士，有多條前往東京站等地的巴士路線。從「特搜Exceedraft」以來便是東映特攝片常用的拍攝地之一。航運中心與晴海埠頭公園展望台的夜景則是著名情侶約會地。建築設計師為竹山實。航運中心前道路對向空地是百合鷗號與2020年東京奧運選手村預定地。
2011年因受東日本大震災影響，至8月1日才重新開放。
- 日本丸（不定期）
- 水上巴士御台場線（部分停靠）
- 南極觀測船（日语：南極観測船）白瀨（日语：しらせ (砕氷艦・2代)）
- 遊船等

### 朝潮碼頭
長度1,074公尺，水深3～5公尺，共3泊位。負責砂糖、製材、米等輸入貨物。

### 豐洲碼頭
長度283公尺，水深4公尺，泊位編號T2。預計再開發為複合設施。

### 若洲
15號地碼頭
長度190公尺，水深11公尺，泊位編號LA，暫定處理北海道的內貿貨物。由日本通運東京海運支店管理。
15號地木材碼頭
長度720公尺，水深12公尺，共3泊位。北美、加拿大等輸入製材專用碼頭。本碼頭由商社、港灣業者、木材業者等共同出資的東京木材埠頭株式會社管理。
若洲建材碼頭
長度370公尺，水深5公尺，共4泊位。負責國內砂石、建材等。

### 青海碼頭
青海貨櫃碼頭
岸壁總長度1,570公尺，岸壁水深13～15公尺，共5泊位，堆場面積479,079平方公尺，設有12座橋式起重機，1994年正式啟用。A0～A2是以日中航路為主的公共碼頭，A3～A4是東京港埠頭株式會社管理的船運公司專用碼頭。碼頭租借企業為A3的韓進海運（韓國），A4的長榮海運（台灣）。A0～A2的貨櫃裝卸方式為流動機械拖車併用方式、A3～A4的貨櫃裝卸方式為ト門型吊運機方式。碼頭營運商有A0～A2的三井倉庫、日本通運、住友倉庫、第一港運、山九、伊勢灣海運，A3的三井倉庫、日本通運、A4的鈴江企業。
台場Liner碼頭
岸壁總長度1,80公尺，岸壁水深10公尺，共9泊位，是貨櫃船以外的外貿船主要碼頭。1973～74年由京濱外貿埠頭公團建設「台場公團碼頭」，1982年公團解散後由東京港埠頭公社接手設施與業務。主要負責紙、廢金屬、製材、輪胎、紙漿、蔬果、鋼材等外貿雜貨。
- 碼頭營運商
1號－東京國際埠頭、富士港運、東海運（日语：東海運）
2號－Daito corporation（ダイトーコーポレーション）、東海海運
3號－山九（日语：山九）、相模運輸倉庫
4號－栗林運輸（日语：栗林商船）、三協運輸、鈴江企業（日语：鈴江コーポレーション）
5號－栗林運輸、KEIHIN（日语：ケイヒン）
6號－三協運輸、三菱倉庫
7號－日本通運、望月海運
8號－三井倉庫、住友倉庫（日语：住友倉庫）
9號－宇德（日语：宇徳）、淺上（アサガミ）

青海客船航運中心
- ZEAL（日语：ジール (船会社)） - ZEAFLEET號（ジーフリート号）（不定期）

### 有明（10號地碼頭）
10號地碼頭
長度2,420公尺，水深5～7.5公尺，共24泊位。負責內貿的紙、製材、汽車等、內航滾裝船等定期航線。
10號地之1多功能碼頭
長度180公尺，水深7.5公尺，MP泊位。
有明碼頭
長度750公尺，水深5公尺，共210泊位。政府船隻為主。
渡輪碼頭（有明）
長度902公尺，水深7.5～8.5公尺，共4泊位。北海道、九州、四國的渡輪航線與東京－北海道之間的滾裝船航線。
東京港渡輪航運中心
- 第3泊位（VAC）：OCEAN TRANS「OCEAN東九FERRY」（オーシャン東九フェリー）
  - - 德島港 - 新門司港

※第1泊位、第2泊位、第4泊位不停靠渡輪。
沖繩、奄美航路船客等待所
- A-Line Ferry（週二，週四和週六出港，裝卸商為日本通運東京海運支店）
  - - 志布志港 - （名瀨港） - 那霸新港

- 琉球海運、近海郵船物流（滾裝船、近海在周一、琉球海運在週三和週五出港　近海的貨物裝卸商為日本通運東京海運支店、琉球海運的貨物裝卸商為宇德東京支社）
- 共勝丸
  - 東京港月島碼頭 - 東京港10號地碼頭 - 小笠原父島 - 小笠原母島

※不定期有設置客艙的貨船（10號地碼頭不處理旅客業務）

### 中央防波堤內側散裝貨物碼頭
岸壁長度240公尺，岸壁水深12公尺，泊位編號X2。配有卸船機與運送帶，主要負責外貿石炭、礦物。

### 中央防波堤內側外貿雜貨碼頭（上組東京貨櫃碼頭）
岸壁長度260公尺，岸壁水深10公尺，泊位編號X3。上組東京支店擁有的私人泊位。原為豐洲東京鋼鐵碼頭的移轉用設施，但因移轉計畫中止與擁有設施的第三部門解散而由上組買下。碼頭設有兩座橋式起重機，碼頭用地則是向東京都租借。2004年2月啟用，是國內少數的私設貨櫃碼頭。主要是中遠集團（COSCO）的日中航路碼頭，另有蔬果建築「上組東京多功能物流中心」處理都樂食品與住友商事運自菲律賓的香蕉與鳳梨等貨物。

## 填海地
東京港的填海工程起於江戶時代。以下列出部分填海地。

### 東京灣疏浚工程
利用航路疏浚土造成的填海地。
1883年（明治16年）～1896年（明治29年）
- 1號地：中央區月島
- 2號地：中央區勝鬨1～4丁目
- 3號地：中央區勝鬨5～6丁目
- 4號地：中央區晴海

### 隅田川口改良工程

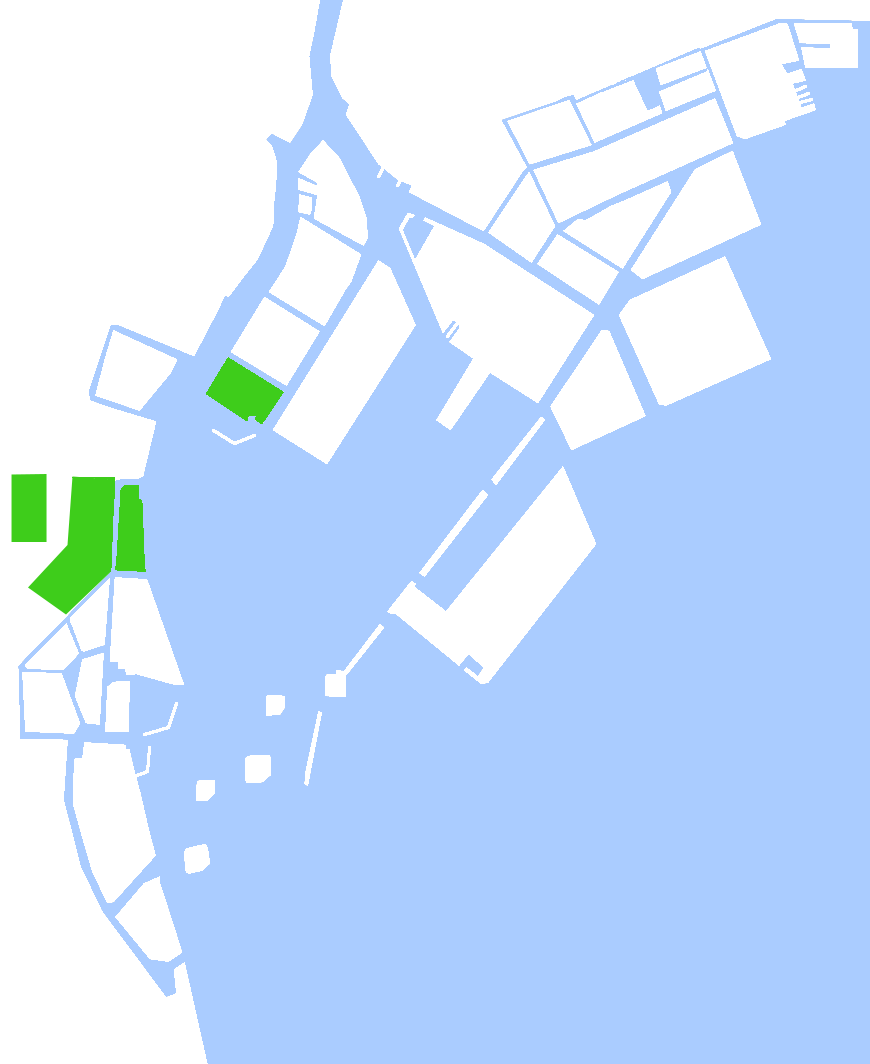
第1期隅田川口改良工程區域

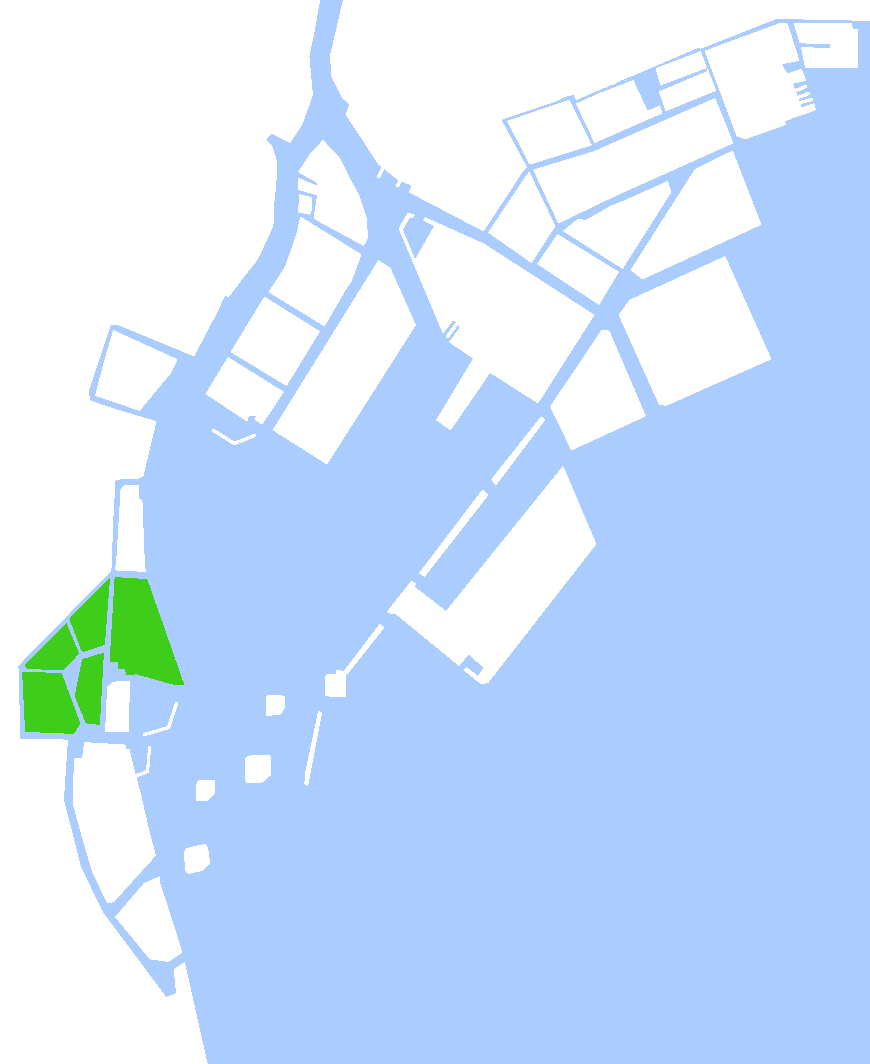
第2期隅田川口改良工程區域

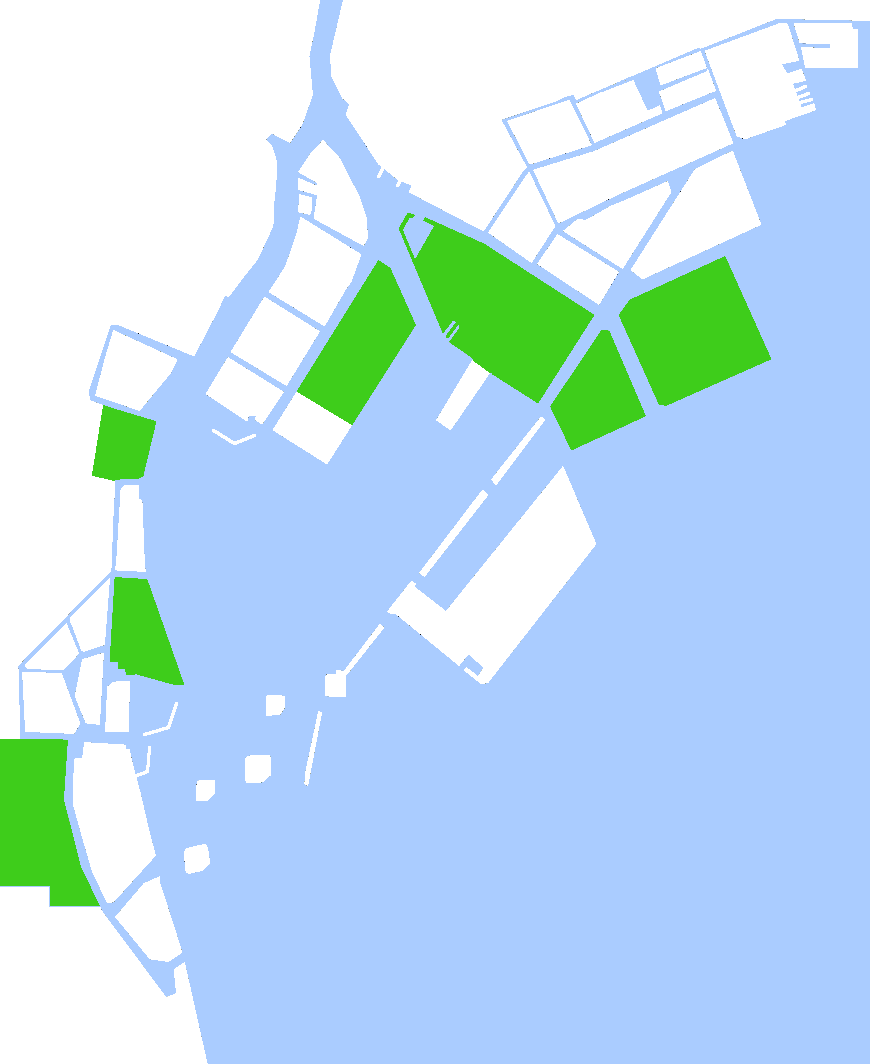
第3期隅田川口改良工程區域

第一期　1906年（明治39年）～1913年（大正2年）
- 第1號埋立地：中央區勝鬨5～6丁目
- 第2號埋立地：港區海岸2丁目
- 第3號埋立地：港區芝浦1丁目
- 第4號埋立地：港區芝浦1丁目
- 入間川埋立地：港區芝2丁目
- 第5號埋立地：港區芝浦1丁目

第二期　1911年（明治44年）～1920年（大正9年）
- 第1號埋立地：港區海岸3丁目
- 第2號埋立地：港區芝浦2丁目
- 第3號埋立地：港區芝浦3丁目
- 第4號埋立地：港區芝浦4丁目
- 第5號埋立地：港區芝浦4丁目
- 第6號埋立地：港區芝浦4丁目

第三期　1922年（大正11年）～1935年（昭和10年）
- 第1號埋立地：港區海岸1丁目（竹芝）
- 第2號埋立地：港區海岸3丁目
- 第3號埋立地：港區港南1～2丁目
- 第4號埋立地：中央區晴海1～4丁目
- 第5號埋立地：江東區豐洲
- 第6號埋立地：江東區東雲1丁目
- 第7號埋立地：江東區辰巳1～2丁目

### 枝川整修工程

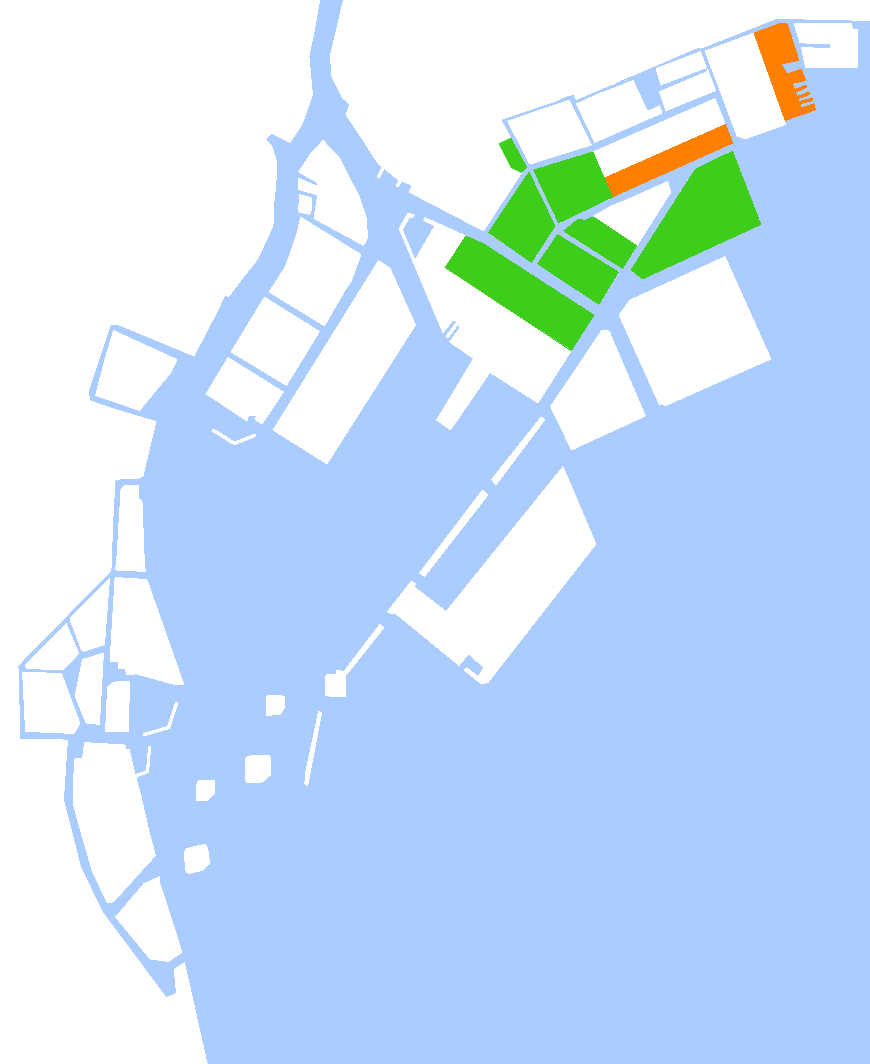
綠色部分是枝川整修工程，橘色部分是越中島站用地建設計畫

1910年（明治43年）～1923年（大正12年）
- 1號埋立地：江東區鹽濱2丁目（鹽崎）
- 2號埋立地：江東區鹽濱1丁目（濱園）
- 3號埋立地：江東區古石場3丁目1番
- 4號埋立地：江東區枝川2丁目
- 5號埋立地：江東區枝川1丁目
- 6號埋立地：江東區豐洲4丁目
- 7號埋立地：江東區豐洲3丁目
- 8號埋立地：江東區潮見1～2丁目

### 目黑川整修工程
1925年（大正14年）～1931年（昭和6年）
- 第1號埋立地：品川區東品川2丁目
- 第2號埋立地：品川區東品川1丁目
- 第3號埋立地：品川區東品川3～4丁目

### 東京港修築計畫
※1931年起的10年計畫
- 第8號埋立地：港區海岸3丁目
- 第9號埋立地：港區港南3～4丁目
- 第10號埋立地：江東區有明1～2丁目（有明北）
- 第11號埋立地：江東區東雲2丁目
- 竹芝棧橋背面埋立地：港區海岸1丁目
- 芝浦駁船碼頭背面埋立地：港區海岸3丁目
- 豐洲卸貨碼頭背面埋立地：江東區豐洲5丁目
- 月島卸貨碼頭背面埋立地：中央區豐海町

### 越中島站用地建設計畫
1938年（昭和13年）～1945年（昭和20年）、1965年（昭和40年）～
- 砂町東部埋立地：江東區新砂2丁目
- 鹽濱町西部埋立地：江東區鹽濱2丁目

### 京濱運河開鑿工程與埋立地建設計畫
因太平洋戰爭一度中斷，戰後重啟。
1939年（昭和14年）～
- 京濱1區：品川區勝島町一部分
- 京濱2區：大田區平和島（1939年～1967年）
- 京濱3區：大田區昭和島（1939年～1967年）
- 京濱6區：大田區京濱島（1939年～）

### 東京市機場計畫
因戰爭中止。
1939年（昭和14年）～
※該地區的填海工程編入「東京港修訂港灣計畫」14號之1埋立地。

### 東京港整備計畫
東京港港灣計畫
- 10號地：江東區有明3～4丁目（有明南）
- 11號地：江東區東雲2丁目
- 12號地：江東區辰巳3丁目
- 13號地：港區台場、品川區東八潮、江東區青海
- 14號地：江東區夢之島、新木場、新砂3丁目8番一部分
- 15號地：江東區若洲

## 客船、渡輪航運中心的交通方式

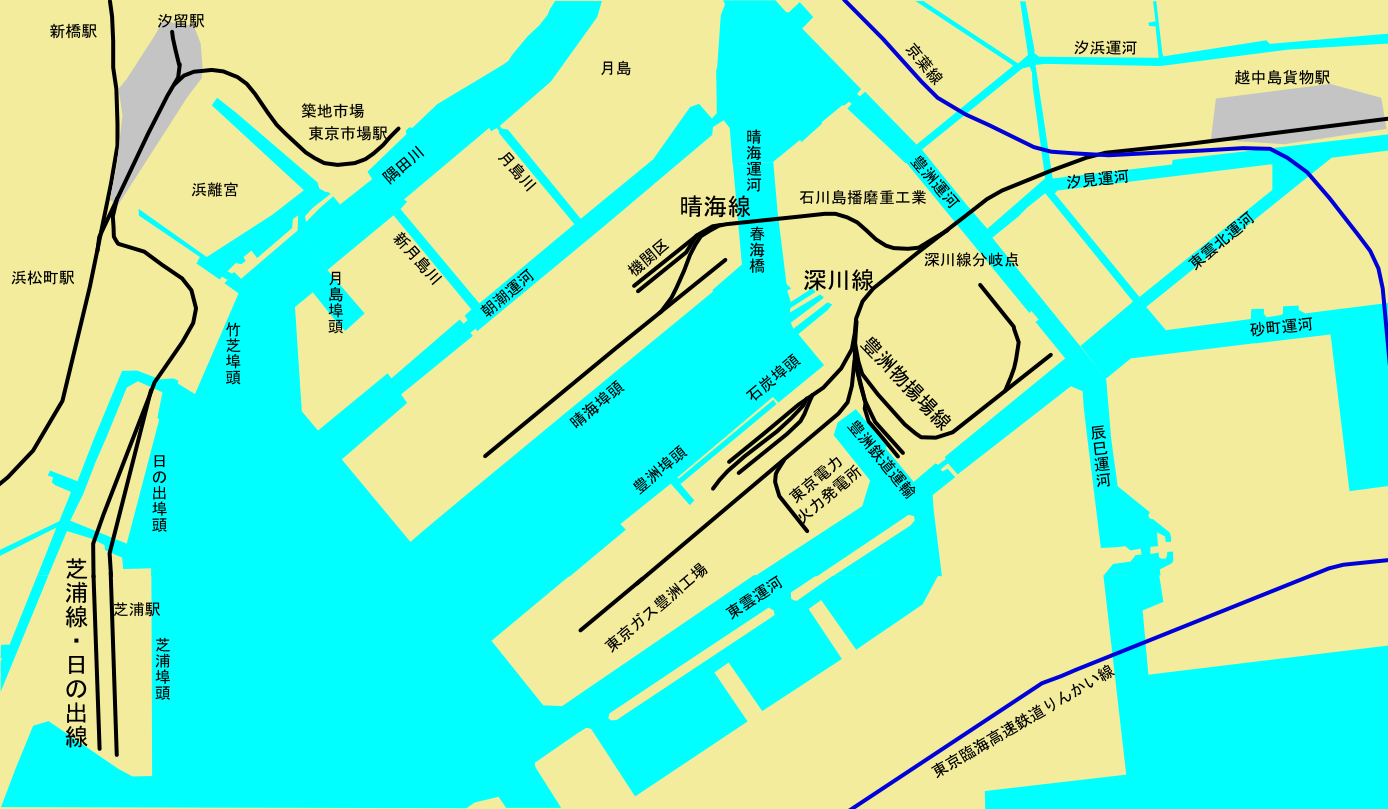
東京港附近的鐵路分佈

### 晴海客船航運中心
- 都營巴士
  - <都03（日语：都営バス深川営業所）>：四谷站～日比谷～勝鬨站～晴海碼頭
  - <都05（日语：都営バス深川営業所）>：東京站丸之內南口～有樂町站～勝鬨站～晴海碼頭
  - <錦13（日语：都営バス深川営業所）>：錦糸町站～豐洲站～晴海碼頭

### 竹芝旅客航運中心
- 百合鷗號－鄰竹芝站
- JR東日本（山手線、京濱東北線）、東京單軌電車－濱松町站步行8分
- 都營地下鐵（淺草線、大江戶線）－大門站步行13分

### 日出棧橋
- 百合鷗號　日之出站步行3分
- JR東日本（山手線、京濱東北線）、東京單軌電車－濱松町站步行15分
- 都營地下鐵（淺草線、大江戶線）－大門站步行20分
- <虹01（日语：都営バス港南支所）>：濱松町站～日出棧橋～國際展示場

### 東京港渡輪航運中心
- 東京臨海高速鐵道（臨海線）－國際展示場站步行約30分
- 百合鷗號－東京國際展覽中心站步行約25分
- 汽車可利用首都高速道路灣岸線台場出入口、臨海副都心出入口、有明出入口。

### 沖繩、奄美航路船客等待所
- 東京臨海高速鐵道（臨海線）－國際展示場站步行約20分
- 百合鷗號－國際展示場正門站步行約15分
- 汽車可利用首都高速灣岸線台場出入口、臨海副都心出入口、有明出入口利用。

## 延伸閱讀
- 113(6)785-801 2004

## 外部連結
- 東京都港湾局 （页面存档备份，存于）
  - 東京港港湾統計 （页面存档备份，存于）
- 東京港埠頭株式会社 （页面存档备份，存于）
- 東京水先区水先人会 （页面存档备份，存于）